# 564. Grenadier-Division
La 564. Grenadier-Division (564ª Divisione Granatieri) fu una delle molte divisioni equipaggiate e addestrate in modo insufficiente arruolate in Germania verso la fine della seconda guerra mondiale per cercare di fermare gli assalti alleati. La 564. Grenadier Division fu formata in Austria il 1º settembre 1944, ma dopo quindici giorni cambiò nome in 183. Volksgrenadier-Division e venne accerchiata e fatta prigioniera dopo la battaglia nella sacca della Ruhr.